# Metachorista
Metachorista là một chi bướm đêm thuộc phân họ Tortricinae của họ Tortricidae.

## Các loài
- Metachorista austera Diakonoff, 1954
- Metachorista caliginosa Diakonoff, 1973
- Metachorista deltophora Diakonoff, 1954
- Metachorista evidens Diakonoff, 1973
- Metachorista loepa Diakonoff, 1954
- Metachorista megalophrys Diakonoff, 1954
- Metachorista mesata Diakonoff, 1954
- Metachorista refracta Diakonoff, 1954
- Metachorista spermatodesma Diakonoff, 1974
- Metachorista tineoides Diakonoff, 1954
- Metachorista ursula Meyrick, 1938